# Josef Frais
Josef Frais (* 24. Januar 1946 in Milenov, Tschechoslowakei; † 10. Januar 2013 in Hranice na Moravě) war ein tschechischer Schriftsteller.

## Leben
Frais erlernte den Beruf des Bergmanns und arbeitete dann als Hauer, Schleifer und Heizer. Er betätigte sich als Schauspieler, Theaterdramaturg und Redakteur beim Rundfunk, war aber auch als Möbeltischler beschäftigt. Josef Frais verfasste Novellen und Romane und veröffentlichte Texte in Zeitschriften. Seine erste größere Arbeit, der Roman Muži z podzemního kontinentu, spielte im tschechischen Kohlerevier von Ostrava.

## Werke (Auswahl)
- Muži z podzemního kontinentu, Roman, 1977 (deutsch: Die Männer vom unterirdischen Kontinent, Berlin 1984, übersetzt von Gustav Just)
- Klec plná siláků, 1978